# Jiří Janoušek (letec)
Jiří Janoušek (26. dubna 1917 Semily – 16. prosince 1940 East Wretham) byl český palubní střelec, příslušník 311. československé bombardovací perutě a oběť druhé světové války.

## Život

### Před druhou světovou válkou
Jiří Janoušek se narodil 26. dubna 1917 v Semilech. Po absolvování obecné a měšťanské školy se vyučil elektromechanikem. Prezenční vojenskou službu odsloužil u leteckého pluku 2 mezi lety 1937 a 1939.

### Druhá světová válka
Po německé okupaci opustil Jiří Janoušek dne 22. června 1939 společně s Karlem Ševčíkem a Vladislavem Roubalem nákladním vlakem ilegálně Protektorát Čechy a Morava. V Polsku byli zadrženi a Jiří Janoušek podepsal v Krakově prohlášení o vstupu do francouzské cizinecké legie a odplul do Francie. Zde podepsal pětiletý závazek služby, po vypuknutí druhé světové války z něj byl opět uvolněn a zařazen do vznikající Československé armády v zahraničí. Následně působil jako letecký mechanik na základnách Avord a Châteauroux. Po pádu Francie se v člunu vlečeném za holandskou lodí evakuoval do Spojeného království. Zde vstoupil do Royal Air Force a byl zařazen ke 311. československé bombardovací peruti. Zde opět působil jako mechanik, po absolvování střeleckého kurzu byl následně zařazen v hodnosti četaře do operační činnosti. Dne 16. prosince 1940 hned při svém prvním operačním letu nad Mannheim na postu předního střelce zahynul při letecké nehodě. Z důvodu technické závady, kdy začal vynechávat jeden z motorů, se piloti rozhodli k návratu stroje Vickers Wellington Mk.IC T2577 KX-G na letiště East Wretham. Návrat se nezdařil a letoun, který nemohl udržet výšku, se zřítil dvacet minut po startu v blízkosti letiště. Kromě Jiřího Janouška zahynuli ještě Jan Křivda a Jaroslav Toul. Dne 20. prosince 1940 byli pohřbeni na hřbitově u kostela Všech Svatých v Honingtonu.

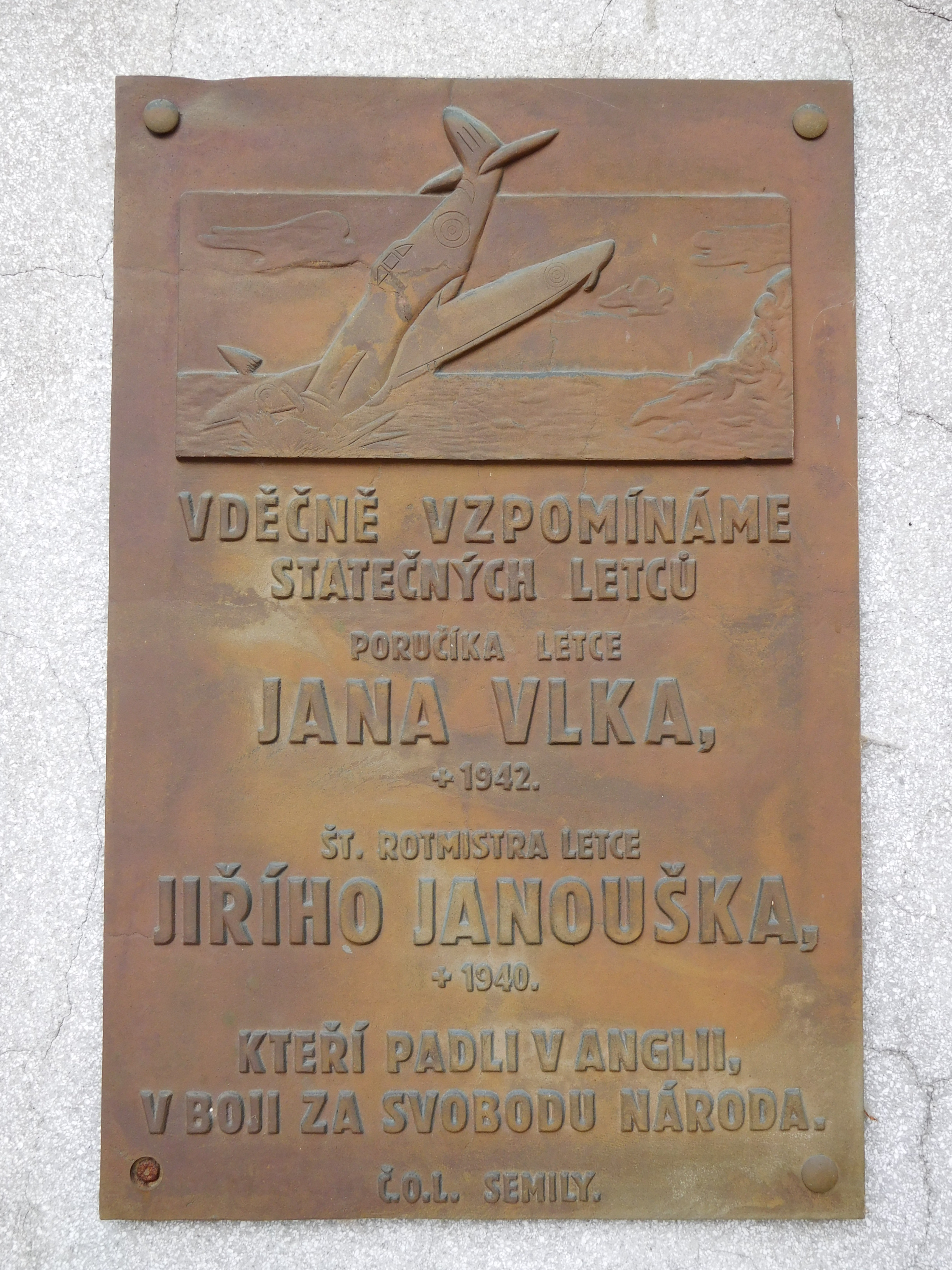
Pamětní deska v Semilech Jana Vlka a Jiřího Janouška

## Posmrtná ocenění
- Jiří Janoušek byl v roce 1991 in memoriam povýšen do hodnosti podplukovníka.
- V rodných Semilech byla letcům RAF Jiřímu Janouškovi a Janu Vlkovi odhalena pamětní deska.[2]